# GIOVE-A

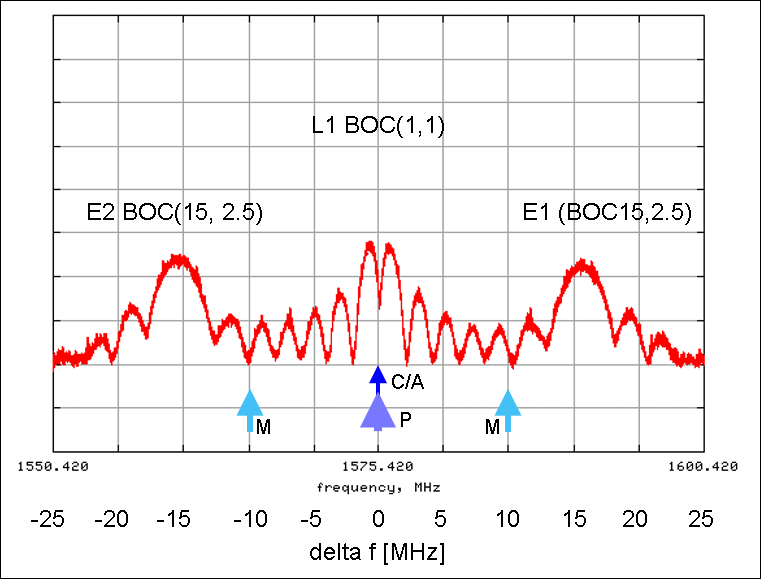
Primera señal de prueba, trasmida en enero de 2006.

El GIOVE-A (previamente conocido como GSTB-V2/A), que fue lanzado el 28 de diciembre de 2005, es el primer satélite del sistema de posicionamiento Galileo. Fue lanzado al espacio a las 05.19 GMT desde el Cosmódromo de Baikonur a bordo de un cohete ruso Soyuz, y completó su despliegue definitivo algo más de siete horas después.
La última fase crítica consistió en el despliegue de los paneles solares del Giove A, que debe servir de prueba para la red de 30 satélites que conforman Galileo, el sistema de navegación con el que Europa pretende hacer la competencia al estadounidense GPS.

## Objetivo
El GIOVE-A es el primero de los dos satélites de prueba que la Agencia Espacial Europea (ESA) quiere lanzar antes de junio de 2006, fecha tope para poner en órbita el primero de los 30 satélites operativos con los que contará Galileo en su fase final, en 2010.
El lanzamiento del GIOVE-A (acrónimo de "Galileo in-orbit validatión element"), fabricado por el Reino Unido, es una etapa esencial para el programa Galileo, ya que va a permitir poner a prueba tecnologías críticas en órbita, especialmente el reloj atómico más preciso enviado jamás al espacio.